# クレイトン郡 (アイオワ州)
クレイトン郡（英: Clayton County）は、アメリカ合衆国アイオワ州に属する郡である。人口は18,678人（2000年）。郡庁所在地はエルケイダーである。

## 地理
アメリカ合衆国統計局によると、この郡は総面積2,053km2 (793mi2) である。このうち2,017km2 (779mi2) が陸地、36km2 (14mi2) が水域で、総面積の1.77%が水域となっている。

### 隣接する郡
- アラマキー郡 （北）
- ウィスコンシン州クロウフォード郡 （北東）、ミシシッピ川対岸
- ウィスコンシン州グラント郡 （東）、ミシシッピ川対岸
- ダビューク郡 （南東）
- デラウェア郡 （南）
- ファイエット郡 （西）

## 人口動勢
2000年国勢調査で、この郡は人口18,678人、7,375世帯、及び5,132家族が暮らしている。人口密度は9人/km2 (24人/mi2) である。4人/km2 (11人/mi2) の平均的な密度に8,619軒の住宅が建っている。この郡の人種的な構成は白人98.93%、アフリカン・アメリカン0.14%、先住民0.22%、アジア0.11%、太平洋諸島系0.01%、その他の人種0.19%、及び混血0.41%である。ここの人口の0.76%はヒスパニックまたはラテン系である。
この郡内の住民は25.40%が18歳未満の未成年、18歳以上24歳以下が6.50%、25歳以上44歳以下が26.00%、45歳以上64歳以下が23.60%、及び65歳以上が18.50%にわたっている。中央値年齢は40歳である。女性100人ごとに対して男性は97.60人である。18歳以上の女性100人ごとに対して男性は95.50人である。
この郡の世帯ごとの平均的な収入は34,068米ドルであり、家族ごとの平均的な収入は40,199米ドルである。男性は27,165米ドルに対して女性は19,644米ドルの平均的な収入がある。この郡の一人当たりの収入 (per capita income) は16,930米ドルである。人口の8.60%及び家族の5.70%は貧困線以下である。全人口のうち18歳未満の9.60%及び65歳以上の9.40%は貧困線以下の生活を送っている。

## 都市及び町
| - エルケイダー（郡庁所在地） - クレイトン (Clayton) - エッジウッド (Edgewood) - Elkport - Farmersburg - Garber - Garnavillo - Guttenberg - リトルポート (Littleport) - Luana | - Marquette - McGregor - Millville - Monona - ノースブエナビスタ (North Buena Vista) - Osterdock - St. Olaf - ストロベリーポイント (Strawberry Point) - Volga |

### 都市及び町
- ボードマン郡区
- ブエナビスタ郡区
- キャス郡区
- クレイトン郡区
- コックスクリーク郡区
- エルク郡区
- ファーマーズバーグ郡区
- ガルナヴィッロ郡区
- ジアード郡区
- グランドメドウ郡区
- ハイランド郡区
- ジェファーソン郡区
- ロドミッロ郡区
- マロリー郡区
- マリオン郡区
- メンドン郡区
- ミルビル郡区
- モノナ郡区
- リード郡区
- スペリー郡区
- ヴォルガ郡区
- ワーグナー郡区